# Napaea heteroea
Napaea heteroea is een vlindersoort uit de familie van de prachtvlinders (Riodinidae), onderfamilie Riodininae.
Napaea heteroea werd in 1867 beschreven door H. Bates.